# Vincent Monteil
Vincent Monteil (Angers, 1964) è un direttore d'orchestra francese.

## Biografia
È direttore musicale della Opera Studio presso l'Opéra National du Rhin e del OSYJ 31, Orchestra Giovanile di Tolosa.
Dal 2012 è direttore artistico del Cantiere Internazionale d'Arte di Montepulciano, manifestazione ideata nella cittadina toscana da Hans Werner Henze.

## Gli esordi
Nato nel 1964 ad Angers, in Francia, si è diplomato al Conservatorio Nazionale di Angers ed al Conservatorio Nazionale di Rueil-Malmaison; è anche laureato alla Sorbona, dove ha studiato musicologia. Ha studiato direzione d'orchestra sotto la direzione di Gérard Devos e Pierre Dervaux. Dal 1991 al 1996, Vincent Monteil è stato assistente del M° Michel Plasson a l'Orchestre National de Toulouse e direttore assistente al Théâtre du Capitole di Tolosa, dove ha lavorato con maestri come Friedemann Layer, Maurizio Arena, Richard Bradshaw, Woldemar Nelsson e Donato Renzetti. Nel 1996,  è stato nominato, con sei anni di mandato, Direttore associato della Orchestre Philharmonique e l'Opéra de Nice (Francia).

## I primi successi
Ha diretto più di 30 rappresentazioni all'anno tra repertorio sinfonico, balletto, opera e musica contemporanea. Gian Carlo del Monaco, direttore di Nizza National Opera, gli affida la direzione musicale di diverse opere liriche come Le nozze di Figaro di  Mozart (1996), Madama Butterfly di Giacomo Puccini (1998),  Hänsel und Gretel di Humperdinck (1998 e 2000), e La voix humaine di Poulenc (1998). Nella sua carriera ha diretto anche diversi balletti e altri lavori significativi come i Carmina Burana di Orff (1999), Romeo e Giulietta di Prokofiev (2001) e molti concerti sinfonici con solisti celebri come Marielle Nordmann, Patrice Fontanarosa, Paul Meyer, Bernard Soustrot, Jacques Taddei, Maxence Larrieu, Pascal Rogé e Gabriel Tacchino. Dal 1999 al 2003, Vincent Monteil è stato anche Direttore Ospite al Teatro dell'Opera di Praga (Repubblica Ceca). Nel 2002, ha condotto una trilogia francese: Carmen di Bizet, Robert le Diable di Meyerbeer, Ariane et Barbe-Bleue di Dukas. Per celebrare il bicentenario Berlioz, ha diretto Béatrice et Bénédict. Per l'incisione di queste opere ha avuto il riconoscimento come specialista del repertorio francese.

## L'affermazione internazionale
In seguito Sir John Eliot Gardiner lo ha invitato a preparare una nuova produzione di Ariane et Barbe-Bleue di Dukas a Zurigo (2005). In aggiunta ai suoi impegni con l'Opera e l'Orchestra, Vincent Monteil ha preso parte attiva agli allestimenti di molte opere contemporanee durante il Festival MANCA di Nizza.
Altri lavori in cui è stato impegnato: Ali-Baba di Cherubini (Opéra National du Rhin, Francia, gennaio 2011 e Ateneo di Parigi,  aprile 2011) e Faust di Gounod (Samara, Russia, giugno 2011). Ricordiamo inoltre: Samson et Dalila di Saint-Saëns (Sacharov Festival Internazionale Philharmonie, Nijni Novgord, Russia, ottobre 2010), Soirée Offenbach (Festival Opéra de Saint-Eustache, Québec, Canada, luglio 2010). Nona sinfonia di Beethoven con l'Orchestra Colonne (Parigi, maggio 2010), Aladin et la lampe merveilleuse di Rota (Opéra du Rhin, marzo 2010), Faust di Gounod (Pamplona,  Marzo 2009). Ha collaborato regolarmente con cantanti come Roberto Alagna, José van Dam, Leontina Vaduva, Nuccia Focile, Françoise Pollet e Catherine Malfitano.
A Tolosa, per il Conservatorio, ha condotto L'heure espagnole di Ravel e La noire poule di Rosenthal. A seguito di questi successi, il Théâtre du Capitole gli ha offerto le produzioni di Princesse Czardas  di Kalman e La bohème di Giacomo Puccini. Vincent Monteil ha condotto la prima esecuzione assoluta in francese del Faust di Gounod, presso il Teatro dell'Opera di Szeged (Ungheria), e le prime di Samson et Dalila di Saint-Saëns e La Voix Humaine di Poulenc al Teatro dell'Opera di Tbilisi (Georgia).
Il Ministero degli Esteri francese gli ha recentemente conferito un riconoscimento per il suo contributo nello sviluppo della musica francese all'estero e in particolare a San Pietroburgo, Praga, Belgrado e Tbilisi.

### Il Cantiere Internazionale d'Arte
Dal 2012, Vincent Monteil è il direttore artistico del Cantiere Internazionale d'Arte di Montepulciano. La prestigiosa manifestazione ideata nel 1976 da Hans Werner Henze, si svolge ogni estate a Montepulciano, in Toscana: un incontro tra giovani talenti e artisti affermati dove nascono allestimenti originali e innovativi. Commentando la sua nomina, Monteil ha dichiarato alla stampa: «Il Cantiere è unico tra i festival europei: una manifestazione meravigliosa che sarà in grado di sopportare le turbolenze legate alla crisi economica. Il mio predecessore Detlev Glanert ha scavato un solco formidabile in cui voglio iscrivere il mio lavoro alla guida del Cantiere, insieme al grande direttore musicale Roland Böer».